# KPDF
KPDF je open source prohlížeč PDF. Je integrován do KDE, ačkoliv původně vznikl z Xpdf.
Pár zajímavých vlastností:
- Tři cesty hledání
  - Klasický vyhledávací dialog
  - Hledání a selekce náhledových stránek, které obsahují hledaný výraz.
  - Hledání „ za letu“. Stačí zmáčknout / a pak zadávat písmenka, slova, ty jsou zvýrazňovány.
- Možnost změnit výchozí barvu pozadí nebo barvy textu.
- Jednoduché kopírování textu, obrázků.
- Prezentační režim.
- Při zapnutí si pamatuje na které straně jste skončili se čtením.

KPDF podporuje text in . Soubory pdf mohou být čteny KTTS text-to-speech. V prostředí KDE 4 je následovníkem KPDF program Okular.